# Jones Glacier
Jones Glacier är en glaciär i Antarktis. Den ligger i Östantarktis. Australien gör anspråk på området. Jones Glacier ligger 269 meter över havet.
Terrängen runt Jones Glacier är platt åt sydost, men åt nordväst är den kuperad. Havet är nära Jones Glacier åt nordväst. Trakten är obefolkad. Det finns inga samhällen i närheten.